# Муамер ел Гадафи
Муамер Мухамед Абу Минијар ел Гадафи (арап. معمر محمد أبو منيار القذافي; Каср Абу Хади, око 1942 — Сирт, 20. октобар 2011), опште познат као пуковник Гадафи, је био либијски револуционар, политичар и политички теоретичар који је владао Либијом од 1969. до његовог убиства од стране побуњеничких снага 2011. Либијом је управљао као Револуционарни предсједавајући Либијске Арапске Републике од 1969. до 1977. године и затим као „Братски вођа и предводник револуције” Велике Социјалистичке Народне Либијске Арапске Џамахирије од 1977. до 2011. године.
Рођен у близини Сирта у Италијанској Либији у сиромашној бедуинској породици, Гадафи је постао арапски националиста током школовања у Сабхи, а касније је уписао Краљевску војну академију у Бенгазију. Унутар војске је основао револуционарну групу која је свргнула сенусидског монарха Идриза, који је имао подршку Запада, у војном преврату 1969. године. Када је преузео власт, Гадафи је Либију претворио у републику којом је управљао Револуционарни командни савјет. Владајући декретом, из Либије је депортовао италијанску и јеврејску мањину и затворио војне базе западних земаља. Јачајући везе са арапским националистичким владама — нарочито са египатским предсједником Гамалом Абделом Насером — безуспјешно се залагао панарапску политичку унију. Као исламски модерниста, увео је шеријат као основу правног система и промовисао је „исламски социјализам”. Национализовао је нафтну индустрију и све веће државне приходе користио је за јачање војске, финансирање страних револуционара и спровођење социјалних програма, наглашавајући пројекте изградње кућа, здравства и образовања. Покренуо је 1973. године „народну револуцију” оснивањем Основних народних конгреса, представљених као систем непосредне демократије, али је задржао личну контролу над главним одлукама. Своју Трећу међународну теорију је исказао те године, објавивши ове идеје у Зеленој књизи.
Гадафи је Либију 1977. године претворио у нову социјалистичку државу под називом џамахирија (арап. جماهيرية; „држава народних маса”). Званично је прихватио симболичну улогу у управљању, али је остао на челу војске и Револуционарних комитета који су били одговорни за полицију и сузбијање неслагања. Током седамдесетих и осамдесетих година, неуспешни гранични сукоби са Египтом и Чадом, подршка страним милитантима и наводна одговорност за рушење Боинга 747 изнад Локербија у Шкотској, оставили су Либију све изолованијом на светској сцени. Посебни непријатељски односи су развијени са Сједињеним Америчким Државама, Уједињеним Краљевством и Израелом, што је довело до бомбардовања Либије 1986. године и економских санкција Организације уједињених нација.
Од 1999. године, Гадафи је одбацио арапски социјализам и подстакао економску приватизацију, зближавање са западним земљама и панафризам; био је председавајући Афричке уније од 2009. до 2010. године. Средином Арапског пролећа, у источној Либији су 2011. године избили протести против корупције и незапослености. Догађаји су прерасли у грађански рат, у којем је НАТО војно интервенисао на страни антигадафистичког Националног прелазног савета (НПС). Влада је свргнута, а Гадафи се повукао у Сирт, где су га заробили и убили милитанти НПС-а.
Као фигура која изазива велике поделе, Гадафи је доминирао либијском политиком четири деценије и био је предмет распрострањеног култа личности. Одликован је разним наградама и похваљен због свог антиимперијалистичког става, подршке арапском – а потом и афричком – јединству, као и због значајног развоја земље након открића нафтних резерви. Насупрот томе, многи Либијци су се оштро противили Гадафијевим друштвеним и економским реформама; постхумно је оптужен за разна кршења људских права. Многи су га осудили као диктатора чија је ауторитарна администрација систематски кршила људска права и финансирала глобални тероризам у региону и иностранству.

## Биографија

### Детињство и младост: 1942/1943—1950.
Муамер ел Гадафи је рођен у близини Каср Абу Хадија, сеоског подручја изван града Сирта у пустињама Триполитаније у западној Либији. Његова породица порекло води из мање, релативно неутицајне племенске скупине Гадафа, који су били арабизовани Бербери. Мајка му се звала Ајша (умрла 1978), а отац се звао Мохамад Абдул Салам ибн Хамед ибн Мохамад, познат као Абу Мениар (преминуо 1985); породицу је издржавао узгојем коза и камила. Номадски бедуини су били неписмени и нису водили евиденцију о рођењу. Због тога, Гадафијев датум рођења није познат са сигурношћу, а извори датум постављају између 1942. и пролећа 1943. године, иако његови биографи Дејвид Бланди и Ендру Лајсет наводе да би то могло бити и пре 1940. године. Он је једини преживели син, а имао је и три старије сестре. Гадафијев одгој у бедуинској култури утицао је на његов лични укус до краја живота; преферирао је пустињу над градом и повлачио се тамо да медитира.
Од детињства, Гадафи је био свестан мешања европских колонијалиста у Либији; његову нацију је окупирала Италија, а током Северноафричког похода током Другог светског рата био је сведок сукоба италијанских и британских снага. Према каснијим тврдњама, Гадафијевог деду по оцу, Абдесалама Боуминјара, убила је италијанско војска током инвазије 1911. године. На крају Другог светског рата 1945. године, Либију су окупирале британске и француске снаге. Иако су Британци и Французи намеравали подијелити Либију између својих империја, Генерална скупштина ОУН прогласила је да се земљи додељује политичка независност. ОУН су 1951. године основале Уједињено Краљевство Либију, савезну државу под вођством прозападног монарха, Идриза, који је забранио политичке странке и централизовао власт.

### Образовање и политичка активност: 1950—1963.
Гадафијево најраније образовање било је религијске природе, а подучавао га је месни исламски учитељ. Након тога, преселивши се у оближњи Сирт како би похађао основну школу, за четири године је напредовао кроз шест разреда. Образовање у Либији није било бесплатно, али је његов отац мислио ће оно користити његовом сину упркос финансијском напрезању. Током седмице Гадафи је спавао у џамији, а викендом је пешачио 32 километра да би посетио родитеље. У школи, Гадафија су малтретирали зато што је бедуин, али он је био поносан на своје порекло и охрабривао је другу бедуинску децу да слиједе његов пример. Његова породица и он су из Сирта се преселили у Сабху у Фезану у југозападној Либији, где је његов отац служио племенског вођу, док је Муамер похађао средњу школу, нешто што ниједан од његових родитеља није урадио. Гадафи је био популаран у овој школи;  неки пријатељи које је тамо стекао касније су добили значајне дужности у његовој администрацији, од којих је најпознатији његов најбољи пријатељ, Абделсалам Џелуд.
Многи учитељи у Сабхи су били Египћани, а по први пут, Гадафи је имао пун приступ панарапским новинама и радијским емисијама, од којих је најзначајнија била Глас Арапа са седиштем у Каиру. Одрастајући, Гадафи је био сведок значајних догађаја у арапском свијету, укључујући Арапско-израелски рат 1948, државни удар у Египту 1952, Суецку кризу 1956. и краткотрајну Уједињену Арапску Републику (УАР) која је постојала од 1958. до 1961. године. Гадафи се дивио политичким променама спроведеним у Арапској Републици Египат за време његовог јунака, председника Гамала Абдела Насера. Насер се залагао за арапски национализам; одбацивање западног колонијализма, неоколонијализма и ционизма; и прелазак са капитализма на социјализам. На Гадафија је утицала Насерова књига Филозофија револуције, у којој је истакнуто како започети државни удар. Један од Гадафијевих египатских учитеља, Махмуд Ефај, наводно је био наклоњен политичким идејама будућег вође и саветовао га да би за успешну револуцију била потребна подршка војске.
Гадафи је организовао демонстрације и делио плакате који су критиковали монархију. У октобру 1961. године, предводио је демонстрације против сиријске сецесије из УАР и прикупио средства за слање подршке Насеру. Због нереда ухапшено је двадесет ученика. Гадафи и његови другови су такође поломили прозоре у месном хотелу који су окривили за служење алкохола. Како би казнили Гадафија, власти су његову породицу и њега протерале из Сабхе. Преселили су се у Мисурату, где је наставио похађати средњу школу. Настављајући интересовање за арапски националистички активизам, одбио је да се придружи појединим забрањеним политичким странкама које су деловале у граду — међу којима су Арапски националистички покрет, Арапска социјалистичка баас партија и Муслиманско братство — тврдећи да одбацује фракционизам. Халапљиво је читао књиге на тему Насера и Француске револуције 1789. године, као и радове сиријског политичког теоретичара Мишела Афлака и биографије Абрахама Линколна, Суна Јат сена и Мустафе Кемала Ататурка.

### Војна обука: 1963—1966.
Гадафи је накратко студирао историју на Универзитету Либија у Бенгазију, пре него што је одустао од студија како би се придружио војсци. Упркос његовом полицијском досијеу, почео је војну обуку 1963. године на Краљевској војној академији у Бенгазију, заједно са неколико пријатеља истомишљеника из Мисрате. Оружане снаге пружале су јединствену прилику за повећање друштвене покретљивости непривилегованих Либијаца, што је Гадафи препознао као могући инструмент политичких промјена. За време Идриза, оружане снаге Либије обучавала је британска војска; то је љутило Гадафија, који је Британце видео као империјалисте, и у складу са својим мишљењем, одбио је да учи енглески језик и био је непристојан према британским официрима, на крају падајући на њиховим испитима. Британски инструктори пријављивали су га због непокорности и насилног понашања, исказујући сумњу да је Гадафи умешан у атентат на команданта војне академије 1963. године. Такви извештаји су игнорисани, а Гадафи је брзо напредовао током обуке.
Са скупином лојалних кадрова, Гадафи је 1964. године основао Централни комитет Покрета слободних официра, револуционарну скупину названу по Насеровом египатском претходнику. Предвођени Гадафијем, тајно су се сусретали и били су организовани у тајни ћелијски систем, давајући своје плате јединственом фонду. Гадафи је путовао широм Либије, прикупљајући обавештајне податке и развијајући везе са симпатизерима, а владине службе су га игнорисале сматрајући га малом претњом. Дипломирао је у августу 1965. године, чиме је постао официр за комуникацију у сигналном корпусу.
У априлу 1966. године, послат је Уједињено Краљевство на даље усавршавање; преко девет месеци похађао је курс енглеског језика у Беконсфилду у Бакингемширу, курс за сигналног инструктора војног ваздухопловства у кампу Бовингтон у Дорсету и курс за сигналног инструктора пешадије у Хајту у Кенту. Упркос каснијим гласинама, није похађао Краљевску војном академије Сендхарст. Директор курса у Бовингтону извијестио да је Гадафи успешно превладао проблеме са учењем енглеског језика, показајући чврсту гласовну командну способност. Примјећујући да је Гадафијев најдражи хоби читање и играње фудбала, сматрао га је „забавним официром, увек ведрим, марљивим и савесним”. Гадафи није волео Енглеску, тврдећи да су га службеници британске вређали на расној основи и да се тешко прилагођавао култури те земље; утврђујући свој арапски идентитет, обилазио Пикадили носећи традиционалну либијску одјећу. Касније је рекао да се, док је путовао у Енглеску, верујући да је напреднија од Либије, вратио кући „сигурнији и поноснији на либијске вредности, идеале и друштвене особине”.

## Либијска Арапска Република

### Војни преврат: 1969.
Популарност Идризове владавине је знатно опала крајем шездесетих година; то је погоршало либијске традиционалне регионалне и племенске поделе централизацијом федералног система, како би се искористило нафтно богатство земље. Корупција и укорењени систем патроната били су широко распрострањени широм нафтне индустрије. Арапски национализам био је све популарнији, а протести су букнули након египатског пораза у Шестодневном рату 1967. године са Израелом; Идризова администрација је виђена као произраелска због веза са западним земљама. Противзападни немири избили су у Триполију и Бенгазију, док су либијски радници затворили нафтне терминале у знак солидарности с Египтом. Централна обавештајна агенција (ЦИА) изразила је очекивање да ће до 1969. године сегменти оружаних снага покренути преврат у Либији. Иако су изнете тврдње да су знали за Гадафијев Покрет слободних официра, у то време су тврдили да не знају, наводећи да надгледају револуционарну скупине Црне чизме Абдула Азиза Шалхија.
Средином 1969. године, Идриз је летовао у Турској и Грчкој. Гадафијеви Слободни официри су видели ово као прилику за рушење монархије, покренувши „операцију Јерусалим”. Дана 1. септембра, заузели су аеродроме, полицијска складишта, радијске станице и владине канцеларије у Триполију и Бенгазију. Гадафи је преузео контролу на касарном Берка у Бенгазију, док је Омар Мехеиша заузео касарне у Триполију, а Џалуд градске противавионске батерије. Квелди Хамеиди је послат да ухапси крунског принца Хасана ел Сенусија и да га примора да се одрекне свог права на престо. Нису наишли на било какав озбиљан отпор и имали су мање сукобе са монархистима.
Када је Гадафи уклонио монархистичку владу, прогласио је оснивање Либијске Арапске Републике. Обраћајући се народу путем радија, прогласио је прекид „реакционарног и корумпираног” режима, „смрада који нас је све згрожавао и ужасавао”. С обзиром да у преврату није проливена крв, у почетку је кориштен назив „Бела револуција”, иако је касније преименована у „Првосептембарску револуцију” по датуму на који се догодила. Гадафи је инсистирао на томе да преврат Слободних официра представља револуцију, која је означила почетак великих промена у друштвено-економској и политикој природи Либије. Прогласио је да револуција значи „слободу, социјализам и јединство”, а током наредних година спроводио је мере како би то и постигао.

### Консолидовање вођства: 1969—1973.
Дванаест чланова Централног комитета Покрета слободних официра прогласило је себе Револуционарним командним саветом (РКС), владом нове републике. Поручник Гадафи је постао председавајући РКС-а и дефакто шеф државе, унапредио се у чин пуковника и постао врховни командант оружаних снага. Џалуд је постао премијер, док је цивилни Савет министара на челу са Салаиманом Магрибијем основан како би спроводио политику РКС-а. Административна престоница Либије је из Ел Баиде премештена у Триполи.
Иако је теоретски РКС било колективно тело које је одлуке доносило консензусом, Гадафи је ипак доминирао телом; појединци су покушавали да обуздају оно што су сматрали његовим испадима. Гадафи је постао јавно лице владе, а идентитети осталих чланова РКС-а јавно су откривени тек 10. јануара 1970. године. Углавном су то били младићи (обично сеоског) радничког и средњег слоја, без универзитетске дипломе; на тај начин су се разликовали од богатих, високо образованих конзервативаца који су претходно управљали земљом.
Преврат је завршен, РКС је наставио са својим намерама да консолидује револуционарну влади и модернизује земљу. Из политичке и оружаних снага су протерали монархисте и припаднике Идризове династије Сенуси. „Народни судови” су основани ради суђења разним монархистичким политичарима и новинарима, од којих су многи затворени, а ниједан није погубљен. Идриз је у одсуству осуђен на погубљење.
У мају 1970. године, Револуционарни интелектуални семинар одржан је како би се интелектуалци ускладили са револуцијом, а исте године је Законодавни преглед и допуне објединио секуларни и религијске законе, уводећи шеријат у правни систем. Владајући декретом, РКС је задржао монархистичку забрану оснивања политичких странака, а у мају 1970. су забрањени синдикати, а 1972. забрањени су штрајкови радника и суспендоване новине. У септембру 1971. године, Гадафи је поднео оставку, али се вратио на свој положај за месец дана. У фебруару 1973. године, поново је поднио оставку и поново се вратио за месец дана.

#### Економске и друштвене реформе
Рана економска политика РКС-а окарактерисана је као државно капиталистичке оријентације. Успостављено је много схема за помоћ предузетницима и развој либијске буржоазије. У жељи да прошири пољопривредне обрадиве површине, влада је септембра 1969. покренула „Зелену револуцију” за повећање пољопривредне продуктивности, како би се Либија мање ослањала на увоз хране. Постојала је нада да Либија постане самодовољна у производњи хране. Сва земља која су или експроприсали италијански насељеници или која није била у употреби враћена је и поново расподељена. Системи за наводњавање успостављени су дуж северне обле и око разних унутрашњих оаза. Трошкови производње често су промашивали вредност производа и тако је либијска пољопривредна производња и даље остала у дефициту, ослањајући се у великој мери на државне субвенције.
Уз сирову нафту као примарни извозни производ, Гадафи је тежио ка побољшању либијског нафтног сектора. Октобра 1969, прогласио је тренутне трговинске услове неправедним, који су користили више страним корпорацијама него либијској држави и запретио је смањењем производње. У децембру је Џалоуд успешно повећао цену либијске нафте. Државе ОПЕК-а су 1970. следиле Либију, што је довело до глобалног повећања цене сирове нафте. РКС је наставио са Триполитанским споразумом 20. марта 1971, којим су осигурали порез на доходак, повратне уплате и боље цене од нафтних корпорација; ове мере донеле су Либији око милијарду долара додатних прихода у првој години.
Повећавајући државну контролу над нафтним сектором, РКС је започео програм национализације, почевши од експропријације удела British Petroleum-а у British Petroleum-N.B. Хунт Сахир Филда у децембру 1971. Септембра 1973. објављено је да ће сви страни произвођачи нафте активни у Либији национализовати 51 посто својих операција, укључујући удео Нелсона Банкер Ханта, сина Х.Л. Ханта, који је играо кључну улогу у откривању нафте у Либији. Међу компанијама које су делимично национализоване била је и Occidental Petroleum Арманда Хамера. За Гадафија је ово био суштински корак ка социјализму. Показало се као економски успех; бруто домаћи производ био је 3,8 милијарди долара 1969. године, овим потезом порастао је на 13,7 милијарди долара 1974. и 24,5 милијарди долара 1979. Заузврат, животни стандард Либијаца се знатно побољшао током прве деценије Гадафијеве администрације, а просек до 1979. приход по глави становника износио је 8.170 долара, у односу на 40 долара 1951. године; ово је било изнад просека многих индустријализованих земаља попут Италије и Велике Британије. Влада је 1969. године такође објавила да све банке у страном власништву морају или да се затворе или пређу у акционарске операције.
РКС је спровео мере за друштвену реформу, усвајајући шеријат као основу. Конзумација алкохола је забрањена, ноћни клубови и хришћанске цркве су затворени, традиционално либијско одевање је охрабрено, а арапски је проглашен јединим језиком који је дозвољен у службеној комуникацији и на путоказима. РКС је удвостручио минималну плату, увео законску контролу цена и спровео обавезна смањења закупнине између 30 и 40 процената. Гадафи је такође желео да се бори против строгих друштвених ограничења која је женама наметнуо претходни режим, оснивајући Револуционарну женску формацију да подстакне реформе. Године 1970. уведен је закон којим се афирмише равноправност полова и инсистира на паритету плата. Године 1971, Гадафи је спонзорисао стварање Либијске опште женске федерације. Године 1972. донесен је закон који је криминализовао брак свих жена млађих од шеснаест година и осигуравао да је пристанак жене неопходан предуслов за брак. Гадафијев режим је отворио широк спектар могућности за образовање и запошљавање за жене, иако су оне првенствено користиле мањини у градској средњој класи.
Од 1969. до 1973. користио је нафтни новац за финансирање програма социјалне заштите, што је довело до пројеката изградње кућа и побољшања здравствене заштите и образовања. Изградња кућа постала је главни друштвени приоритет, дизајниран да елиминише бескућништво и да замени страћаре настале растућом урбанизацијом Либије. Проширен је и здравствени сектор; до 1978. године, Либија је имала 50 одсто више болница него 1968. године, док је број лекара порастао са 700 на преко 3000 у тој деценији. Маларија је искорењена, а трахом и туберкулоза су у великој мери смањене. Обавезно образовање је проширено са 6 на 9 година, док су уведени програми описмењавања одраслих и бесплатно факултетско образовање. Основан је Универзитет Беида, док су Универзитет у Триполију и Универзитет Бенгази проширени. Влада је на тај начин помогла да се сиромашнији слојеви либијског друштва интегришу у образовни систем. Овим мерама РКС је у великој мери проширио јавни сектор, обезбеђујући запослење хиљадама људи. Ови рани социјални програми су се показали популарним у Либији. Ова популарност је делимично била последица Гадафијеве личне харизме, младости и статуса бедуина, као и његове реторике која је наглашавала његову улогу наследника антииталијанског борца Омара Мухтара.
За борбу против јаких регионалних и племенских подела у земљи, РКС је промовисао идеју уједињеног пан-либијског идентитета. Чинећи то, покушали су да дискредитују племенске вође као агенте старог режима, а у августу 1971. војни суд Сабхе многе од њих је судио за контрареволуционарну активност. Дуготрајне административне границе су поново исцртане, прелазећи границе племена, док су прореволуционарни модернизатори заменили традиционалне вође, али су их заједнице којима су служиле често одбацивале. Схвативши неуспехе модернизатора, Гадафи је у јуну 1971. створио Арапску социјалистичку унију (АСУ), авангардну партију масовне мобилизације чији је био председник. АСУ је препознао РКС као свој „Врховни водећи ауторитет“ и био је дизајниран да подстакне револуционарни ентузијазам широм земље. Остала је јако бирократска и није успела да мобилише масовну подршку на начин на који је Гадафи замислио.

### Спољни односи
Одмах је био очигледан утицај Насеровог арапског национализма на РКС. Администрацију су одмах препознали суседни арапски националистички режими у Египту, Сирији, Ираку и Судану, а Египат је послао стручњаке да помогну неискусном РКС-у. Гадафи је заступао пан-арапске идеје, прокламујући потребу за јединственом арапском државом која се протеже широм северне Африке и Блиског истока. У децембру 1969, Либија је потписала Триполиску повељу заједно са Египтом и Суданом. Тиме је успостављен Арапски револуционарни фронт, пан-национална унија осмишљена као први корак ка коначном политичком уједињењу три нације. 1970. Сирија је објавила своју намеру да се придружи.
Насер је неочекивано умро у септембру 1970. године, а Гадафи је имао истакнуту улогу на његовој сахрани. Насера је наследио Анвар Садат, који је предложио да арапске државе уместо стварања јединствене државе треба да створе политичку федерацију, спроведену у априлу 1971; притом су Египат, Сирија и Судан добили велике донације либијског нафтног новца. У јулу 1971, Гадафи је стао на страну Садата против Совјетског Савеза у суданском државном удару 1971. и послао је либијске борбене авионе да обори авион British Airlines-а који је превозио водеће заверенике за пуч, Фарука Османа Хамадалу и Бабикир ал-Нура. Они су изручени назад у Картум, где их је одмах погубио судански лидер Џафар Нумејри. У фебруару 1972. Гадафи и Садат су потписали незваничну повељу о спајању, али она никада није спроведена јер су се односи прекинули следеће године. Садат је постајао све опрезнији у погледу радикалног правца Либије, а рок за имплементацију Федерације из септембра 1973. прошао је без предузимања никакве акције.
У циљу смањења утицаја Италије, у октобру 1970. сва имовина у власништву Италије је експроприсана, а италијанска заједница од 12.000 људи је протерана из Либије заједно са мањом заједницом либијских Јевреја. Тај дан је постао државни празник познат као "Дан освете". Италија се жалила да је то у супротности са итало-либијским уговором из 1956. године, иако није било санкција УН. У циљу смањења моћи НАТО-а у Средоземном мору, Либија је 1971. затражила да Малта престане да дозвољава НАТО-у да користи своју земљу за војну базу, заузврат понудивши Малти инострану помоћ. Компромитујући, малтешка влада је наставила да дозвољава НАТО-у да користи острво, али само под условом да га НАТО не користи за нападе на арапску територију. Током наредне деценије, Гадафијева влада је развила јаче политичке и економске везе са малтешком администрацијом Дом Минтофа, а под наговором Либије Малта није обновила британске ваздушне базе на острву 1980. Оркестрирајући војно јачање, РКС је почео да купује оружје од Француске и Совјетски Савез. Комерцијални односи са овим последњим довели су до све затегнутијих односа са САД, које су тада биле укључене у Хладни рат са Совјетима.
Гадафи је био посебно критичан према САД због њихове подршке Израелу и стао је на страну Палестинаца у израелско-палестинском сукобу, гледајући на стварање државе Израел 1948. као на западну колонијалну окупацију наметнуту арапском свету. Он је веровао да је палестинско насиље над израелским и западним циљевима оправдан одговор потлаченог народа који се бори против колонизације своје домовине. Позивајући арапске државе да воде „непрекидни рат“ против Израела, 1970. је покренуо Фонд за џихад за финансирање антиизраелских милитаната. У јуну 1972. Гадафи је створио Први насерски добровољачки центар за обуку антиизраелских герилаца.
Као и Насер, Гадафи је фаворизовао палестинског лидера Јасера Арафата и његову групу Фатах у односу на милитантније и марксистичке палестинске групе. Међутим, како су године одмицале, Гадафијев однос са Арафатом постао је затегнут, а Гадафи га је сматрао превише умереним и позивао је на насилнију акцију. Уместо тога, подржавао је милиције као што су Народни фронт за ослобођење Палестине, Народни фронт за ослобођење Палестине – Генерална команда, Демократски фронт за ослобођење Палестине, Ас-Саика, Палестински народни фронт борбе и Организација Абу Нидал. Он је финансирао организацију Црни септембар чији су чланови починили масакр израелских спортиста у Минхену 1972. у Западној Немачкој и дали тела убијених милитаната у Либију на сахрану хероја.
Гадафи је финансијски подржавао друге милитантне групе широм света, укључујући: Црне пантере, Нацију ислама, Свемоћну нацију црног камена, Тупамарос, Покрет 19. априла и Сандинистички фронт националног ослобођења у Никарагви, АНК у борби против апартхејда у Јужној Африци, Привремену ирску републиканску армију, ЕТА, Директну акцију, Црвену бригаду и фракције Црвене армије у Европи, као и Јерменску тајну армију, Јапанску црвену армију, Покрет Слободних Ачеха, и Моро национални ослободилачки фронт на Филипинима. Гадафи је био неселективан у циљевима које је финансирао, понекад прелазећи са подршке једне стране у сукобу на другу, као у Еритрејском рату за независност. Током 1970-их ове групе су добијале финансијску подршку од Либије, која је постала лидер у борби Трећег света против колонијализма и неоколонијализма. Иако су многе од ових група критичари њихових активности означили као „терористе“, Гадафи је одбацио ову карактеризацију, уместо тога сматрајући их револуционарима који су били ангажовани у борби за ослобођење.

### Популарна револуција (1973-1977)
Дана 16. априла 1973, Гадафи је прогласио почетак „популарне револуције“ у говору у Зувари. Он је то покренуо планом у пет тачака, чија је прва тачка укинула све постојеће законе, да би била замењена револуционарним актима. Друга тачка је проглашавала да сви противници револуције морају бити уклоњени, док је трећа иницирала административну револуцију за коју је Гадафи прогласио да ће уклонити све трагове бирократије и буржоазије. Четврта тачка је најављивала да становништво мора формирати Народне комитете и бити наоружано да брани револуцију, док је пета проглашавала почетак Културне револуције у Либији, да би се земља збрисала од „отровних” страних утицаја. Почео је да држи предавања о овој новој фази револуције у Либији, Египту и Француској. Као процес, имао је много сличности са Културном револуцијом спроведеном у Кини.
Као део ове Народне револуције, Гадафи је позвао народ Либије да оснује Опште народне комитете као канале за подизање политичке свести. Иако је понудио мало упутстава за формирање ових савета, Гадафи је тврдио да ће они понудити облик директног политичког учешћа који је демократскији од традиционалног партијског представничког система. Надао се да ће већа мобилисати људе који стоје иза РКС-а, нагризати моћ традиционалних лидера и бирократије и омогућити нови правни систем који бирају људи. Многи такви комитети су основани у школама и факултетима, где су били одговорни за проверу особља, курсева и уџбеника како би се утврдило да ли су компатибилни са револуционарном идеологијом земље.
Народни одбори су довели до високог процента учешћа јавности у доношењу одлука, у границама које је дозволио РКС, али су погоршали племенске поделе и тензије. Они су такође служили као систем надзора, помажући службама безбедности у лоцирању појединаца са ставовима који су критични према РКС, што је довело до хапшења Баасиста, марксиста и исламиста. Радећи у пирамидалној структури, основни облик ових одбора биле су локалне радне групе, које су слале изабране представнике на ниво округа, а одатле на национални ниво, подељен између Општег народног конгреса и Општег народног одбора. Изнад њих су остали Гадафи и РКС, који су остали одговорни за све важне одлуке. У укрштању регионалних и племенских идентитета, систем комитета је помогао националној интеграцији и централизацији и пооштрио Гадафијеву контролу над државним и административним апаратом.

## Политика

### Исламски социјализам и панарабизам
Гадафи је засновао свој нови режим на мешавини арапског национализма, аспекта добро уређене државе и оно што је Гадафи описао као „директна демократија“. Он је назвао овај систем исламски социјализам и док је дозволио приватно власништво над малим предузећима, влада је контролисала велика предузећа. Благостање, „ослобођење“ и образовање су били наглашени. Такође је наметнуо исламске морале, забранивши алкохол и коцкање. Да би ојачао идеале овакве социјалистичко-исламске државе, Гадафи је објавио своју политичку филозофију у Зеленој књизи, изданој 1976. године. У пракси, либијски политички систем је био мање идеалнији и са времена на време Гадафи је одговорио унутрашњој и спољашњој опозицији насиљем. Његов револуционарни комитет је позвао на убиство либијских дисидената који су живели ван земље у фебруару 1980, док су одреди либијских убица послани широм света да их убију.
Са поштовањем према суседима Либије, Гадафи је пратио Насерову идеју о панарабизму и постао је ватрен заговорник уједињења свих арапских држава у једну. Такође је подржавао панисламизам, са идејом лабаве уније свих исламских држава и народа. Након Насерове смрти 28. септембра 1970, Гадафи је покушао да преузме улогу идеолошког вође арапског национализма. Прогласио је „Федерацију Арапских Република“ (Либија, Египат и Сирија) 1972, надајући се да ће створити панарапску државу, али се три државе нису сложиле око услова спајања. Године 1974, потписао је споразум са туниским вођом Хабибом Бургибом о спајању две земље, али се ни ово није остварило и односи између две државе су се погоршале до великог непријатељства.
Гадафи је такође постао снажна присталица Палестинске ослободилачке организације, што је на крају покварило либијске односе са Египтом када је Египат 1979. започео мировне преговоре са Израелом. Како су се либијски односи са Египтом погоршавали, Гадафи је желео ближе односе са Совјетским Савезом. Либија је постала прва држава изван Источног блока која је добила суперсоничне МиГ-25 ловце, али су ти односи остали релативно далеки. Гадафи је такође желео да повећа утицај Либије, посебно у државама са исламском популацијом, позивајући на стварање Сахарске исламске државе и подржавајући побуњеничке снаге у под-Сахарској Африци.
Значајно у његовој политици је подршка ослободилачким покретима, у већини случајева муслиманским групама. Седамдесетих и осамдесетих, ова подршка ја некада толико слободно давана да су и чак несимпатичне групе могле добити либијску подршку. Често су те групе представљале идеологије далеко од Гадафијеве. Међународна јавност је била збуњена овом политиком. Током седамдесетих, његов режим се упетљао у терористичке активности и у арапским и у неарапским државама. Половином осамдесетих, Гадафи је широко сматран као главни финансијер међународног тероризма. Наводно, Гадафи је био главни финансијер покрета Црни септембар који је извршио масакр над израелским спортистима током Олимпијских игара 1972. у Минхену и САД су га биле оптужиле за директну контролу над подметањем бомбе у берлинској дискотеци 1986. године, која је убила троје људи и ранила више од 200 особа, од којих су велик део чинили амерички војници. Такође је изјавио да је платио Карлосу Шакалу да киднапује и затим ослободи велик број саудијских и иранских нафтних министара.

### Спољна политика
Напетости између Либије и Запада су достигле врхунац током Реганове администрације, која је покушала да збаци Гадафија. Британска полицајка Ивон Флечер је 1984. године убијена изван либијске амбасаде у Лондону, док је дежурала на антигадафијевским демонстрацијама. Пуцањ из митраљеза из зграде је увек био осумњичен за њено убиство, али су се либијске дипломате позвале на дипломатски имунитет и биле су протеране. Инцидент је довео до прекидања дипломатских односа између Британије и Либије више од једне деценије.
Реганова администрација је видела Либију као неприхватљивог играча на међународној позорници због њене бескомпромисне подршке палестинској независности, њеној подршци револуционарном Ирану у рату против Ирака Садама Хусеина и њене подршке ослободилачким покретима у развијеном свету. Марта 1982. године САД су објавиле забрану увоза либијске нафте и извоз Либији америчке технологије за индустрију нафте. Европа није пратила САД.
САД су нападале либијске патролне чамце од јануара до марта 1986. током сукоба због приступа заливу Сидра, за који је Либија тврдила да припада њеним територијалним водама. Реган је 15. априла 1986. године наредио велике ваздушне нападе на Триполи и Бенгази, назване Операција Кањон Ел Дорадо, који су убили 60 људи због америчких оптужби за либијску умешаност у експлозију бомбе у дискотеци у Западном Берлину дана 5. априла 1986. коју су често посећивали амерички војници. Међу жртвама напада из одмазде 15. априла је била и усвојена ћерка либијског вође.
Либијска умешаност у и подршка тероризму је потврђена крајем 1987. када је пресретнут трговачки брод МВ Ексунд. Велика пошиљка оружја и експлозива намењена Ирској републиканској армији је одузета са Ексунда. Британска обавештајна служба је веровала да то није први пут и да су претходне либијске пошиљке оружја стизале до Ирске републиканске армије.
Током већег дела деведесетих, Либија је истрпела економске санкције и дипломатску изолацију као резултат Гадафијевог одбијања да потпише изручење Сједињеним Државама или Великој Британији двојице Либијаца оптужених за подметање бомбе на лет Панамерикена 103 изнад Локербија, Шкотска. Уз посредовање председника Јужне Африке Нелсона Манделе — који је посетио Гадафија 1997 — и генералног секретара Организације уједињених нација Кофија Анана, Гадафи је пристао 1999. на компромис који је укључивао предавање оптужених Холандији за суђење према шкотском закону. Након тога су суспендоване санкције УН, али су америчке санкције Либији остале на снази.
Августа 2003, две године након пресуде Абделбасету Али Мохмед ел Меграхију, Либија је званично прихватила одговорност за подметање бомбе изнад Локербија. Гадафи је пристао да исплати одштету од 2,7 милијарди долара, тј. 10 милиона долара за сваку жртву породицама 270 жртава. Исте године, Уједињено Краљевство и Бугарска су заједно саставиле резолуције ОУН која је укинула суспендоване санкције (бугарско учествовање у предузимању овог покрета је довело до наговештаја да је повезано са случајем СИДА у Либији у којем је 5 бугарских медицинских сестара, које су радиле у бенгазијској болници, оптужено да су заразили сидом 426 либијске деце). Према споразуму, 40% одштете је плаћено свакој породици, даљих 40% након што су уклоњене санкције САД. Зато што су САД одбиле да скину Либију са своје листе спонзора тероризма, Либија је задржала преосталих 20 процената.

### Нови Гадафи
Од половине деведесетих, Гадафи је успео да побољша своје везе међу средњоисточним нацијама и данас се од стране многих сматра за умереног и одговорног лидера у арапском свету него што је био претходно. Што се тиче Палестинаца, почео је да предлаже концепт двонационалне државе Изратине — комбинације речи Израел и Палестина.
Истовремено, Гадафи је постао популаран афрички лидер. Као један од континенталних постколонијалних шефова државе који је најдуже на власти, либијски диктатор ужива поштовање међу многим Африканцима као искусан и мудар државник који је био у првом плану током многих борби током година. Гадафи је стекао признање Нелсона Манделе и других и увек је био истакнута фигура у разним панафричким организацијама, као што је Организација афричког јединства. Такође су га многи Африканци видели као хуманитарца који је дао много новца подсахарским државама. Велики број Африканца долази у Либију да би се запослило. Такође, многи економски емигранти — посебно из Сомалије и Гане — користе Либију као одскочну даску до Италије и осталих европских држава. С друге стране, Гадафи је са италијанским премијером Силвиом Берлусконијем 30. августа 2008. године потписао споразум којим се Либија обавезује да враћа афричке илегалне имигранте који покушавају да оду у Италију.
Гадафи је такође показао да жели да поправи своју слику на Западу. Две године пре терористичких напада 11. септембра 2001, Либија се заложила за борбу против Ал Каиде и понудила се да отвори свој програм оружја међународној инспекцији. Клинтонова администрација није успела да се позабави понудом пошто либијски програм оружја тада није сматран као претња. Након напада 11. септембра, Гадафи је учинио једну од првих и чврстих оптуживања бомбаша Ал Каиде од стране неких муслиманских вођа. Гадафи се такође појавио на АБЦ због интервјуа са Џорџом Стефанопулосом, чин који се чинио незамисливим мање од деценије раније.
Постоји много објашњења за промене у Гадафијевој политици. Најочигледнији је да је некада богата Либија постала све слабија пошто је цена нафте значајно пала током деведесетих. У овим околностима, знатно строже санкције УН и САД су учиниле Либију све више политички и економски изолованијом. Још једна могућност је да је чврста реакција Запада приморала Гадафија да промени своју политику. Такође је могуће да је реална политика променила Гадафија. Његови идеали и циљеви се нису остварили; није никада било никаквог арапског јединства, разне оружане револуционарне организације које је он подржавао нису оствариле своје циљеве, а распад Совјетског Савеза је учинио Гадафијевог главног непријатеља, Сједињене Државе, још јачим.
Након збацивања Садама Хусеина 2003, Гадафи је објавио да је његова земља имала активан програм оружја за масовно уништење, али да је вољан да дозволи међународним инспекторима да дођу у његову земљу да га надгледају и униште. Амерички председник Џорџ Буш и остале присталице рата у Ираку су покушали да објасне Гадафијеву објаву као директну последицу рата у Ираку тврдећи да је Гадафи поступио тако због страха за будућност своје власти ако настави да задржи и прикрива своје оружје. Италијански премијер Силвио Берлускони, присталица рата у Ираку, изјавио је да је Гадафи лично телефонирао са њим. Ипак, многи страни експерти за политику су тврдили да је Гадафијев проглас био само наставак његових претходних напора у нормализовању односа са Западом и уклањања санкција. Да би подржали ово, они указују на чињеницу да је Либија већ учинила сличне понуде четири године раније пре него што су званично прихваћене. Међународни инспектори су испитали неколико тона хемијског оружја у Либији, као и активни програм нуклеарног оружја. Како се процес уништавања овог оружја наставио, Либија је побољшала своју сарадњу са међународном посматрачком мисијом да је марта 2006. Француска потписала уговор са Либијом о развијању великог програма за нуклеарну енергију.
Марта 2004, британски премијер Тони Блер је постао први западни лидер које је посетио Либију и јавно се срео са Гадафијем. Блер је похвалио Гадафијева недавна дела и изразио наду да ће Либија сада бити снажан савезник у рату против тероризма. Британски амбасадор у Триполију, Ентони Лејден, је овако објаснио промену Гадафија и Либије:
35 година државне контроле у економији их је довело у ситуацију где просто не стварају довољно економских активности да дају запослење младим људима који излазе из њиховог успешног образовног система. Мислим да је ова дилема срж одлуке пуковника Гадафија да су му потребне радикалне промене.
Стејт департмент је 15. маја 2006. године објавио да ће поново успоставити пуне дипломатске односе са Либијом. Ово је дошло након објављивања либијског програма за масовно уништење па је Стејт департмент такође изјавио да ће Либија бити уклоњена са листе нација које подржавају тероризам.
Дана 1. септембра 2009, либијски вођа је обележио 40. годишњицу либијске револуције. Прослави је присуствовао и председник Србије Борис Тадић и министар одбране Драган Шутановац. Гадафи је Тадићу уручио орден. Дана 4. априла 2010, српски председник Борис Тадић је посетио Либију где га је у резиденцији у Сирту дочекао либијски вођа Муамер ел Гадафи и либијски премијер Багдади Махмуди, као и други високи либијски званичници. Србија се захвалила Либији што није признала независност Косова и Метохије и што је писменим поднеском учествовала у процесу пред Међународним судом правде.

### Унутрашњи проблеми
У октобру 1993. био је неуспешан покушај убиства Гадафија од стране делова либијске армије. Осам месеци касније, либијски војници су се повукли из Чада окончавши тиме територијалне сукобе који су датирали од 1973. године. У јулу 1996, побуне против Гадафија су избиле на једној фудбалској утакмици.
Ово су политичке организације које се противе Гадафију:
- Национална конференција либијске опозиције;[137]
- Национални фронт за спас Либије;[138]
- Комитет за либијску националну акцију у Европи.[139]

Интернет сајт, који активно тражи Гадафијево збацивање, постављен је 2006. и има списак 343 наводних жртава политичких убистава. Либијска лига за људска права са седиштем у Женеви, писала је петицију Гадафију да покрене независно истраживање због немира у Бенгазију, фебруара 2006, у коме је убијено око 30 Либијаца и странаца.

### Убиство
Убиство Муамера Гадафија догодило се 20. октобра 2011. након битке код Сирта. Муамера Гадафија, свргнутог лидера Либије, ухватиле су снаге ПНС-а и убрзо потом погубиле.

## Приватни живот
Гадафи је изродио седморо деце - шест синова и кћерку. Према тврдњама либијске владе, његов најмлађи син, Сејф ел Араб ел Гадафи, убијен је 30. априла 2011. године током НАТО бомбардовања предграђа Триполија. Тада је убијено још троје Гадафијевих унучади.
Његов најстарији син, Мухамед ел Гадафи, налазио се на челу Либијског олимпијског комитета. Следећи син по старости Саади ел Гадафи, водио је Фудбалски савез Либије, играо је за италијанске тимове из Серије А, Удинезе и Сампдорију, и продуцирао је филмове. Трећи по реду, Сејф ел Ислам Гадафи, сликар, водио је добротворни фонд који је учествовао у преговорима око ослобађања талаца које су узимали исламски милитанти, посебно на Филипинима. Његова једина кћерка је Ајша Гадафи, адвокат, која се придружила тиму за одбрану Садама Хусеина. Син Хамис ел Гадафи био је командант елитне Хамисове бригаде — 32. бригаде посебне намјене либијских оружаних снага. Син Мутасим био је саветник за националну безбедност Либије.
Гадафијева наводно усвојена кћерка Хана је убијена током злочиначког напада америчких авиона на резиденцију Гадафија у Триполију, 1986. године. На концерту за мир, одржаном у Триполију 15. априла 2006. да би се обележила двадесета годишњица ваздушних напада, амерички певач Лајонел Ричи је рекао публици:
„Хана ће бити слављена вечерас због чињенице да сте ви прикачили мир њеном имену.“
 Ханин статус као Гадафијеве усвојене кћерке остаје нерешен.
Јануара 2002, Гадафи је откупио 7,5% деоница Јувентуса за 21 милион америчких долара преко Лафика (либијска арапска компанија за страна улагања). Иако је Гадафи велики фудбалски фан, још важније је настављање дугих веза са Ђанијем Ањелијем, власником Фијата. Гадафи је такође постао укључен у шах: марта 2004, ФИДЕ, је објавила да ће он обезбедити новац за награду за Светско првенство у шаху, одржаном у Триполију током јуна и јула 2004. године.
Новембра 2002. био је домаћин светског избора за Мис интернета, првог за Либију и први у свету који је одржан на интернету.
Гадафијева лична гарда, Амазонска стража, састоји се из лепих Африканки које су експерти за борилачке вештине и добро истрениране да користе оружје. Амазонска гарда га је пратила на његовој посети Бриселу 2004. године.
Основао је 2006. Либијски инвестициони фонд чија је вредност процењена на 67 милијарди долара.